# Heterota plumbea
Heterota plumbea är en skalbaggsart som först beskrevs av Waterhouse 1858.  Heterota plumbea ingår i släktet Heterota och familjen kortvingar. Enligt den svenska rödlistan är arten nationellt utdöd i Sverige. . Arten har tidigare förekommit i Götaland men är numera lokalt utdöd. Artens livsmiljö är havsstränder. Inga underarter finns listade i Catalogue of Life.